# Wilhelmiterkloster auf dem Frauenberg bei Lübben
Das Wilhelmiterkloster auf dem Frauenberg war ein Kloster des Ordens der Eremiten des Heiligen Wilhelm (Ordo Fratrum Eremitarum Sancti Wilhelmi) heute in der Stadt Lübben (Spreewald) in der Niederlausitz. Es  wurde 1497 an der Stelle einer Wallfahrtskirche zu Ehren der Gottesmutter Maria gegründet und war bereits um 1535 verwaist.
Heute befindet sich auf dem Gelände das Asklepios Fachklinikum Lübben.

## Lage
Das Kloster lag auf dem Frauenberg, einer flachen Anhöhe im heutigen Stadtgebiet, etwa 1200 Meter nordwestlich der Altstadt von Lübben. Heute erinnert nur noch die Straße Am Frauenberg an das frühere Kloster bzw. die sich im 16. Jahrhundert aus dem Klosterbesitz entwickelnde Siedlung Frauenberg.

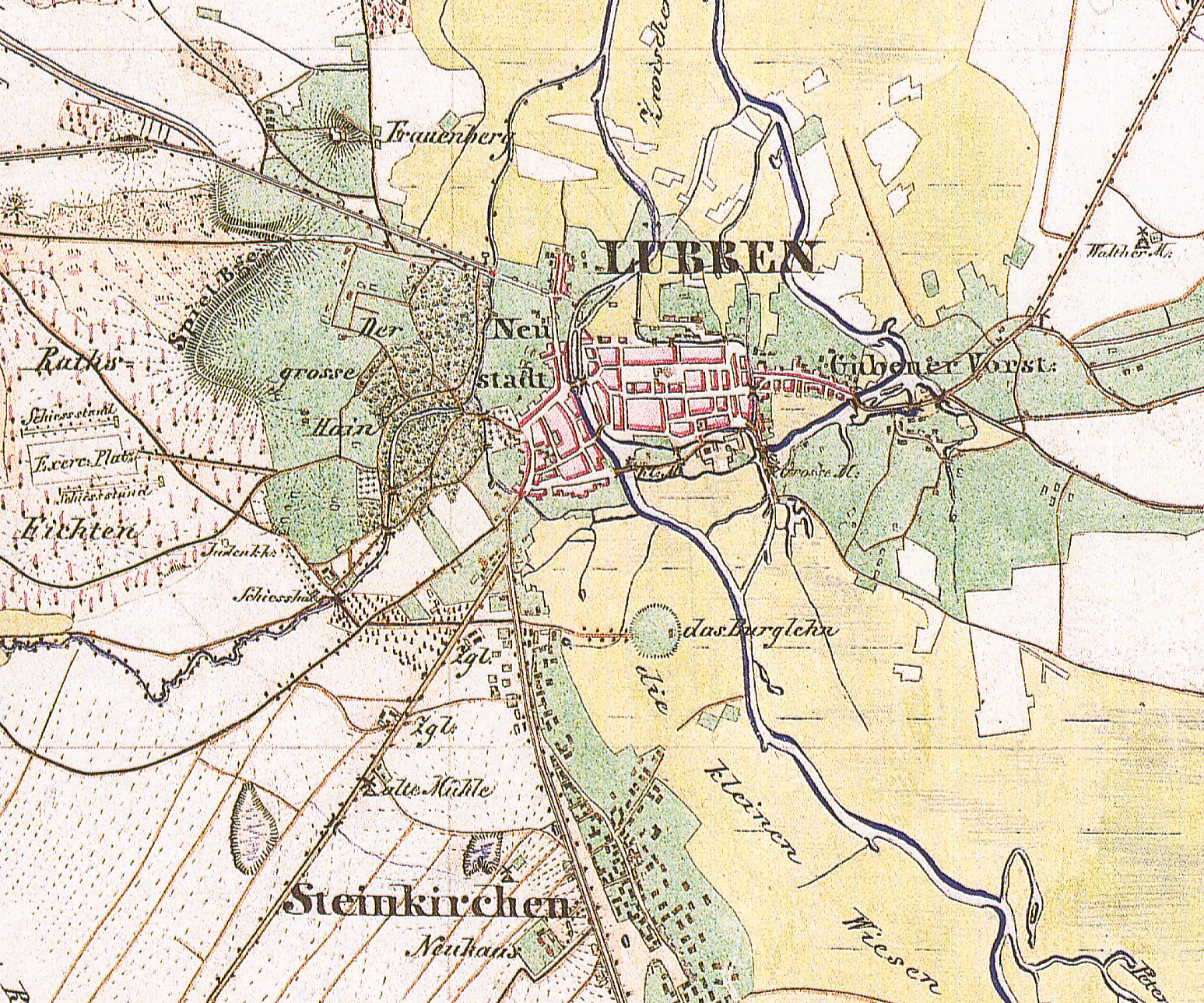
Lübben (Spreewald), Ausschnitt aus dem Urmesstischblatt 4049 von 1846

## Geschichte

### Die Marienkapelle auf dem Frauenberg
Auf dem Frauenberg bei Lübben stand im 15. Jahrhundert eine Marienkapelle, die der kleinen Anhöhe den Namen gab. Angebliche Wunder an der dortigen Lokalität hatten schon um 1459 Scharen von Wallfahrern angezogen. Die Marienkapelle und ihre Kasse wurde von einem Priester und anderen Personen betreut, die vom Rat der Stadt Lübben zur Verwaltung der von den Wallfahrern gespendeten Gaben eingesetzt worden waren. 1475 kam es zum Streit zwischen dem Landvogt der Niederlausitz Jaroslav III. von Sternberg, dem Archidiakon der Niederlausitz Dr. Fabian Hancko (auch Haucko), einem Meißner Domherren, der die Pfarre in Lübben innehatte, und dem Bischof in Meißen Dietrich III. von Schönberg über die Verfügung und Verteilung der gespendeten Gaben. Auch war 1475 die alte Marienkapelle abgebrannt und musste neu errichtet werden. Allein das Ausmaß bzw. der weite Kreis der Beteiligten des Streites zeigt, dass die Spenden der Wallfahrer nicht unerheblich waren. Der Vergleich, der zwei Jahre später, 1477, geschlossen wurde, sah vor, dass die Einnahmen der Marienkapelle gedrittelt wurden, ein Drittel sollte an den Bischof von Meißen gehen, ein Drittel an den Archidiakon der Niederlausitz und ein Drittel an die Verwalter der Marienkapelle. Aus dem letzteren Drittel musste allerdings auch der Bau und der Unterhalt der (neuen) Marienkapelle bestritten werden.

### Das Wilhelmiterkloster auf dem Frauenberg
Um 1497 kam der Plan auf, bei der Marienkapelle ein Kloster zu errichten. Nach einer Bestätigung durch Papst Alexander VI. sollte ursprünglich auf dem Marienberg ein Dominikanerkloster entstehen. Doch der Dominikanerorden lehnte ab, die genauen Gründe sind nicht bekannt. Allerdings gab es bereits in Luckau ein Dominikanerkloster und Lübben gehörte wohl zum Terminierbezirk des Luckauer Dominikanerklosters (1543 ist eine Terminei in Lübben belegt). Der Landvogt der Niederlausitz Heinrich III. von Plauen, Burggraf von Meißen, berief stattdessen Mönche aus dem 1331 gestifteten Wilhelmitenkloster Orlamünde an der Saale zu sich auf sein Gut Theusing. Er bewog sie, mit ihm nach Lübben zu kommen, um dort auf dem Frauenberg ein neues Kloster der Wilhelmiten einzurichten. Er verschaffte ihnen zunächst eine Unterkunft in der Nähe des Lübbener Schlosses, des Amtssitzes des Landvogts. Er zog die dem Meißner Bischof und dem Archidiakon der Niederlausitz zustehenden zwei Drittel der Einnahmen aus der Marienwallfahrt ein und stellte sie zum Klosterbau zur Verfügung. Die Proteste des Meißner Bischofs und des Archiadiakons wurden vom böhmischen König und Oberlehensherr der Niederlausitz Vladislav II. sehr deutlich zurückgewiesen. 1498 empfahl er den niederlausitzischen Ständen das neue Kloster zu fördern. Dem Kloster stand ein Prior vor. In weltlichen Dingen wurde das Kloster von einem Vorsteher vertreten. Noch 1535 fungierte als Vorsteher des Klosters Jan Tunkel von Bernitzko, der Sohn des niederlausitzischen Landvogtes Heinrich Tunkel von Bernitzko.
1515/6 beklagten sich Bischof und Domkapitel von Meißen über die Mönche, dass sie sich wie Bettelmönche verhielten und ein sündiges Leben führten, ja andere Menschen zur Sünde anhielten. Weitere Beschwerden über das Kloster und seine Mönche erfolgten 1520. Anfang der 1530er Jahre war der Konvent vermutlich schon in Auflösung begriffen. 1537 war der Konvent verwaist, alle Mönche waren verstorben. Daraufhin befahl Ferdinand I. in seiner Funktion als böhmischer König und Landesherr der Niederlausitz seinem Landvogt Heinrich Tunkel von Bernitzko das Einkommen und Vermögen des Klosters zu inventarisieren.

### Besitzgeschichte
Das Wilhelmiterkloster trat bei seiner Gründung in die Besitznachfolge der Marienkapelle ein. Insgesamt blieb der Besitz des Klosters doch recht bescheiden. 1526 entrichtete das Kloster 8 Gulden Steuer an die niederlausitzischen Landstände. Bei einem Steuersatz von 8 fl. auf 1000 fl. Vermögen gibt es eine ungefähre Vorstellung vom Klosterbesitz. Es ist auch häufig nicht klar, welche der späteren Klosterbesitzungen schon auf Erwerbungen der Marienkapelle zurückgehen oder erst zu Klosterzeiten gemacht wurden. 1479 hatte der Kasten der Marienkapelle auf dem Frauenberg die Hälfte des Dorfes Treppendorf von einem Luckauer Bürger erworben. Einige Jahre nach der Gründung bekam das Kloster Pacht- und Zinseinnahmen in Zaacko. 1501 erhielt der Konvent von Heinrich III. von Plauen mehrere Teiche in Krossen und einige Ackerstücke in Hartmannsdorf. 1504 erhielt das Kloster einen Weinberg vor Lübben von einer Lübbener Bürgerfamilie zum Geschenk. Über die dem Kloster gehörigen Grundrenten und Rechte sind wir erst durch die 1543 erfolgte Belehnung des Johann von Wehlen mit dem ehemaligen Klosterbesitz unterrichtet.
- Frauenberg. Das Vorwerk am Frauenberg mit Gebäuden, Äckern, Weinbergen, Teichen, und Rechten auf Bau- und Brennholz in der Lübbener Heide
- Treppendorf, die Hälfte des Dorfes
- Egsdorf, ein bäuerliches Gut
- Zaacko, ein bäuerliches Gut
- Neuendorf, Vollbesitz
- Garrenchen, zwei Vorwerke
- Baal, Vorwerk, existiert nicht mehr ()
- Krossen, einige Teiche
- etliche Ackerstücke auf der Feldmark Hartmannsdorf
- Lübben (Spreewald), ein Weingarten vor den Stadtmauern
- Terpt und Siegadel. 1508 gab Landvogt Georg von Schellenberg Caspar von Köckritz auf Friedland (Fridelanth) und Lieberose (Luberosse) seine Einwilligung zur Ablösung von 6 Gulden Zins mit 80 rheinischen Gulden für das Wilhelmiterkloster vor Lübben (zu dem gestyft der langen auff unser lieben frawen bergk vor Lübben).[5] Seit 1518 führte das Kloster jedoch einen Rechtsstreit mit der Familie von Köckritz auf Friedland um die Dörfer Terpt und Siegadel. Unklar ist dabei, auf welche Ansprüche sich die Mönche stützten. Letztendlich verblieben die von Köckritz im Besitz der beiden Dörfer, vermutlich auch deshalb, weil sich das Kloster auflöste.

Die Wirtschaftsgrundlage des Klosters war eine Rentengrundherrschaft. Eigenwirtschaft scheint der Konvent nicht betrieben zu haben, trotz der räumlichen Nähe des Vorwerks am Frauenberg.

## Klostervorsteher (Prior)
Der einzige bekannte Klostervorsteher des Wilhelmiterkloster auf dem Frauenberg war Prior Nikolaus Zeise (von 1498 bis 1518).

### Klostergebäude
Von den Klostergebäuden hat sich oberirdisch nichts erhalten. Die Marienkapelle und Klosterkirche war schon in den 1540er Jahren abgerissen worden. Archäologische Untersuchungen auf dem Gelände wurden bisher noch nicht unternommen.

## Nachnutzung der Klostergüter
Nach der 1537 erfolgten Inventarisierung des Klostervermögens ist das Schicksal der Klosterbesitzungen für einige Jahre unklar. Am 11. November 1543 belehnte der Landvogt der Niederlausitz Albrecht Graf Schlick seinen Kanzler Jhan von Welenn (Johann von Wehlen) mit dem Berg vor Lübben samt den zugehörigen Dörfern Neuendorf und halb Treppendorf und weiteren Besitzungen zu einem freien Mannerblehen (Ritterlehen). Das Vorwerk blieb im Besitz der Familie von Wehlen bis 1663. Danach wechselte das Rittergut Frauenberg mehrmals den Besitzer.
Seit 1872 wurde auf dem Gelände die Landarmen- und Korrigendenanstalt der Niederlausitz errichtet. Später entstand dort eine Nervenheilanstalt. Heute befindet sich dort das Asklepios Fachklinikum für Neurologie und Psychiatrie.
Auf dem Vorwerk auf dem Frauenberg lebten im 16. Jahrhundert 8 Kossäten.
Im 19. Jahrhundert wurde dort der Guts- und Gemeindebezirk Frauenberg gebildet.

## Belege

## Anmerkung
1. ↑  Hier wird die in der regionalhistorischen Literatur (Neitmann, Houwald, Lehmann und Lippert) übliche Schreibweise Wilhelmiterkloster verwendet, im Gegensatz zur Bezeichnung Wilhelmitenkloster für die meisten anderen Klöster der Wilhelmiten.

Koordinaten: 51° 56′ 52″ N, 13° 52′ 55″ O